# Ross Butler
Ross Butler (* 17. května 1990, Singapur) je americký herec. Nejvíce se proslavil rolemi v seriálu Tajný život K.C. a filmech Film mých snů 2 a Perfect High. V roce 2017 si zahrál v seriálech Riverdale a 13 Reasons Why.

## Životopis
Butler se narodil v Singapuru. Jeho matka pochází z Malajsie. Byl vychován matkou v Fairfax ve Virginii. Navštěvoval střední školu Langley High School a poté začal studovat na Ohijské státní univerzitě, ale po jednom roce ji opustil . Poté, co opustil školu věnoval se modelingu a práci Dj. Ve 20 letech se přestěhoval do Kalifornii a o rok později začal navštěvovat hodiny herectví.

## Filmografie

### Film
| Rok  | Název                               | Role                | Poznámky            |
| ---- | ----------------------------------- | ------------------- | ------------------- |
| 2013 | Work It Out                         | Eddie Peon          | krátkometrážní film |
| 2014 | Two Bedrooms                        | Roy                 |                     |
| 2014 | Rules of the Trade                  | Leroy               |                     |
| 2015 | Hacker's Game                       | Jeremy              |                     |
| 2018 | Flavors of Youth                    | Limo (hlas)         | anglický dabing     |
| 2019 | Shazam!                             | dospělý Eugene Choi |                     |
| 2020 | To All the Boys I've Loved Before 2 | Trevor Pike         |                     |

### Televize
| Rok        | Název                | Role          | Poznámky                    |
| ---------- | -------------------- | ------------- | --------------------------- |
| 2012       | The Gateway Life     | Allen         | televizní film              |
| 2013       | Closer: Nové případy | Ian Yorita    | díl: „Pick Your Poison“     |
| 2013       | Camp Sunshine        | Tony          | televizní film              |
| 2014       | Star Seed            | Chris Choi    |                             |
| 2014       | Hollywood            | Chris         |                             |
| 2014       | Dog Park             | Scott         | díl: „Roll Over“            |
| 2014       | Happyland            | Scott         | díl: „Repeated Infractions“ |
| 2015       | Film mých snů 2      | Spencer       | televizní film              |
| 2015       | Dokonalé opojení     | Nate          | televizní film              |
| 2015       | Chasing Life         | Hunter        | 3 díly                      |
| 2015–2016  | Tajný život K.C.     | Brett         | vedlejší role, 8 dílů       |
| 2016       | Vlčí mládě           | Nathan Pierce | 4 díly                      |
| 2017       | Riverdale            | Reggie Mantle | vedlejší role, 6 dílů       |
| 2017–dosud | 13 Reasons Why       | Zach Dempsey  | hlavní role                 |

### Hudební video
| Rok  | Název skladby    | Umělec               |
| ---- | ---------------- | -------------------- |
| 2018 | „Waste It on Me“ | Steve Aoki feat. BTS |